# Ordem de Timor-Leste

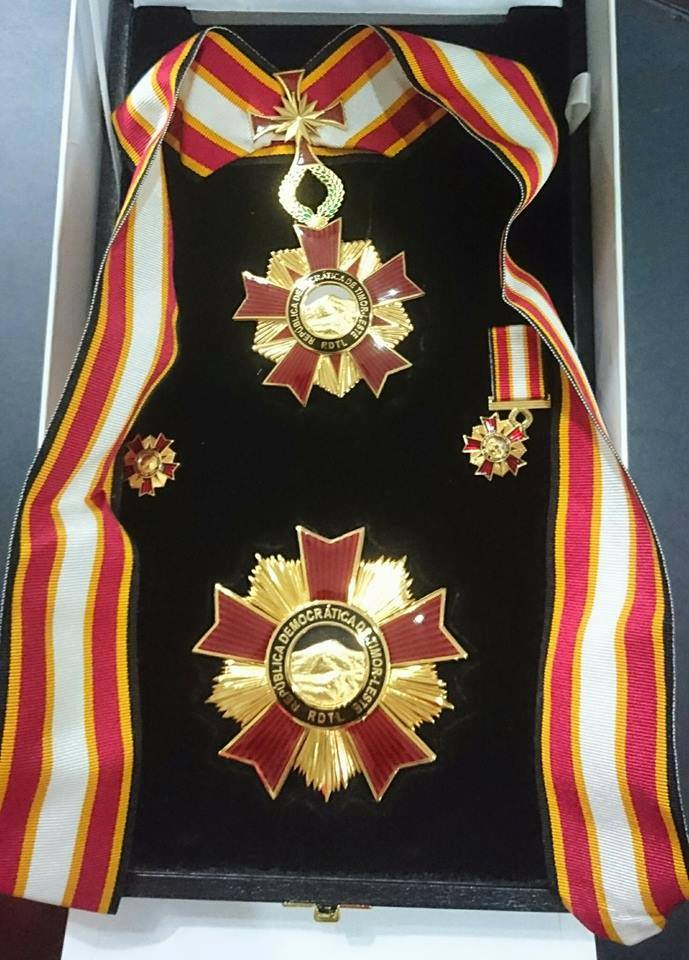
Der Ordem de Timor-Leste

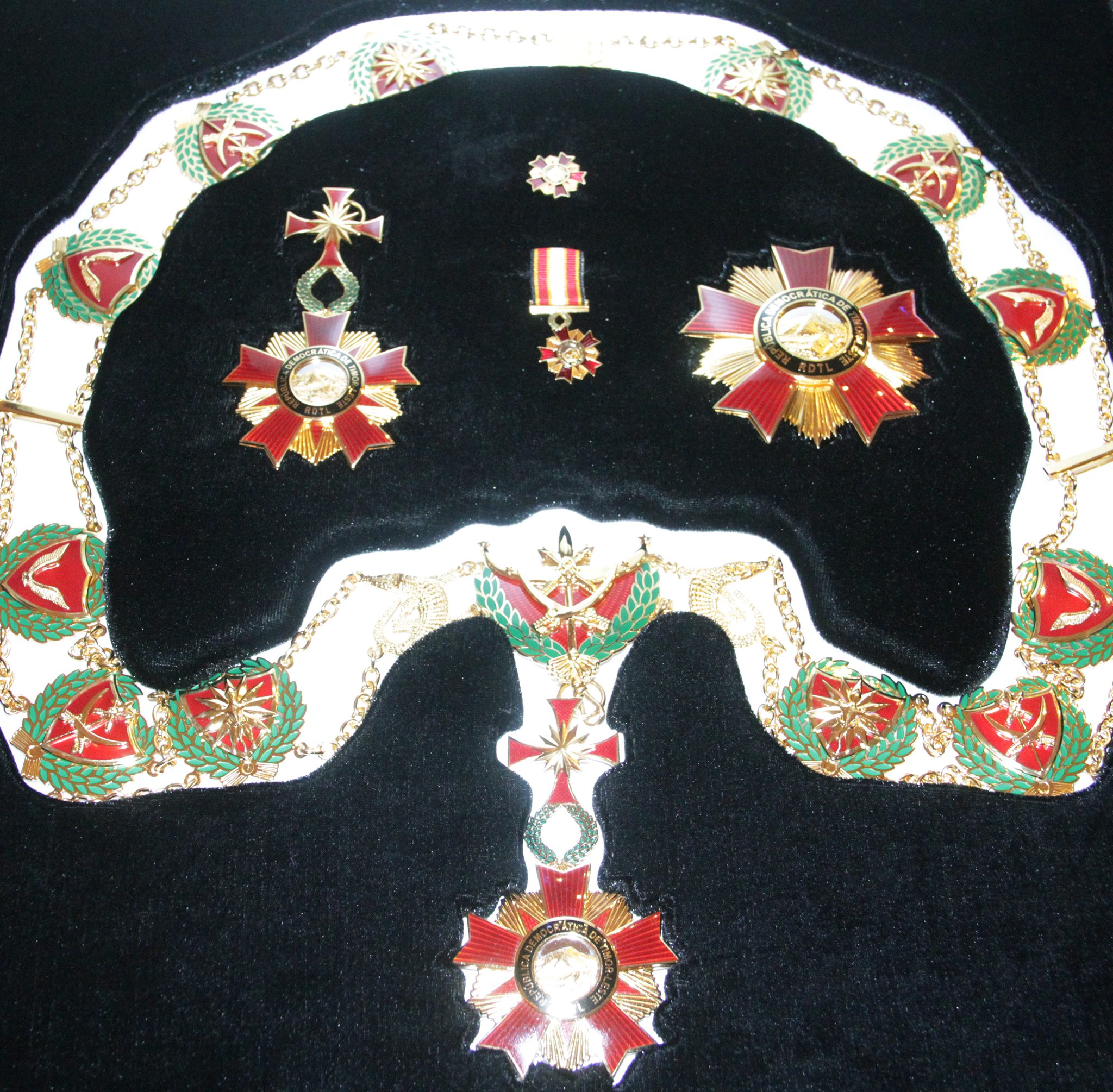
Klasse Grand Collar

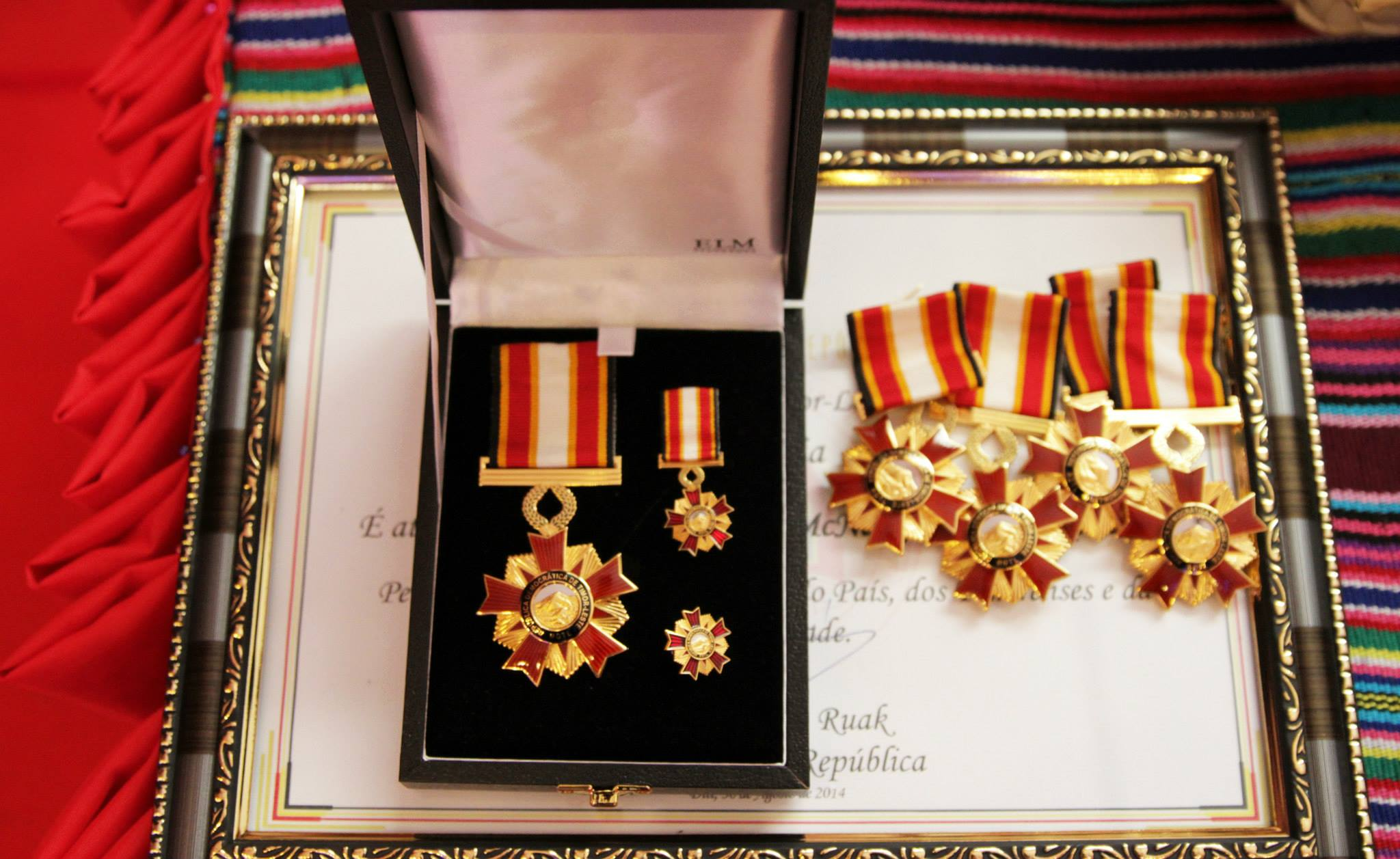
Insígnia-Klasse

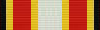
Ordensband

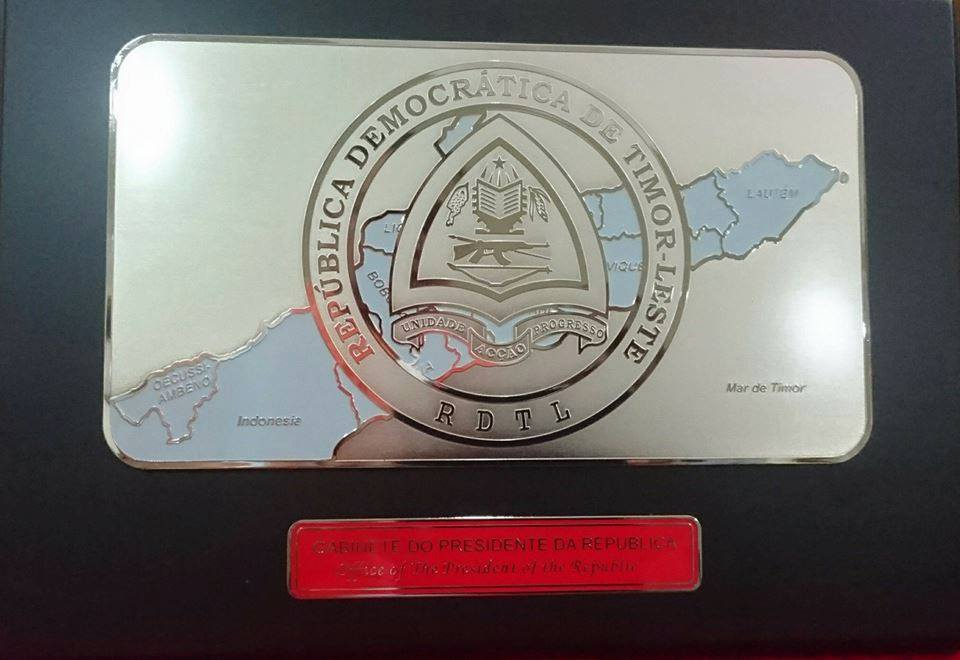
Aufbewahrungsbox

Der Ordem de Timor-Leste (deutsch Orden Osttimors) ist der höchste Orden Osttimors.

## Hintergrund

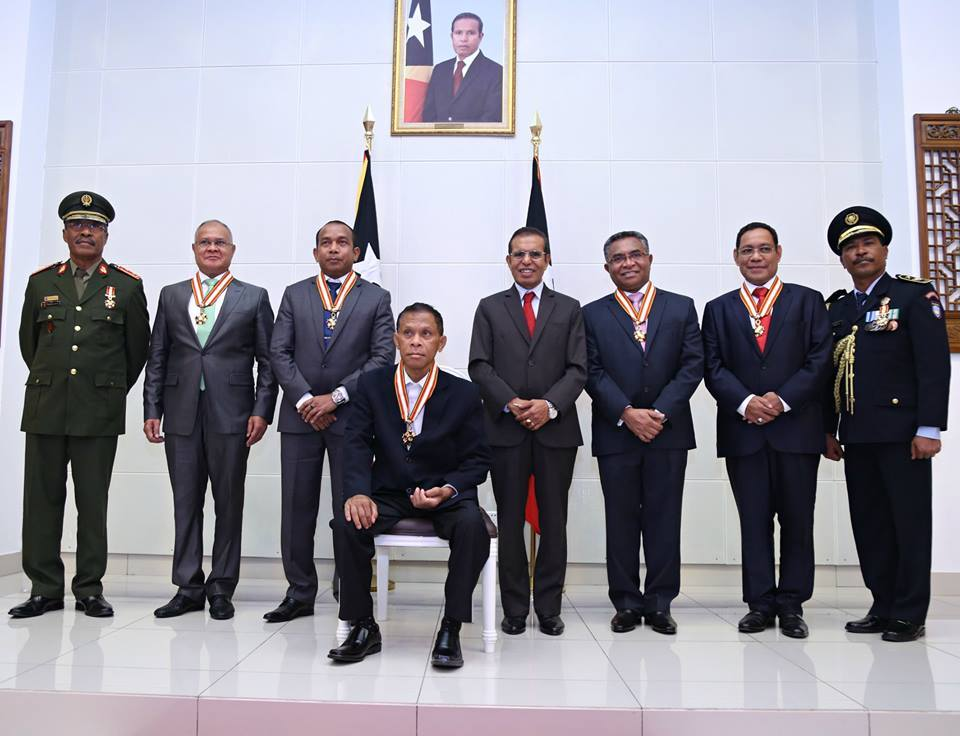
Verleihung am 5. Mai 2017. Von links: Filomeno Paixão, Vicente da Silva Guterres, Adérito Hugo da Costa, Guilhermino da Silva, Taur Matan Ruak, Rui Maria de Araújo, José da Costa Ximenes und Faustino da Costa

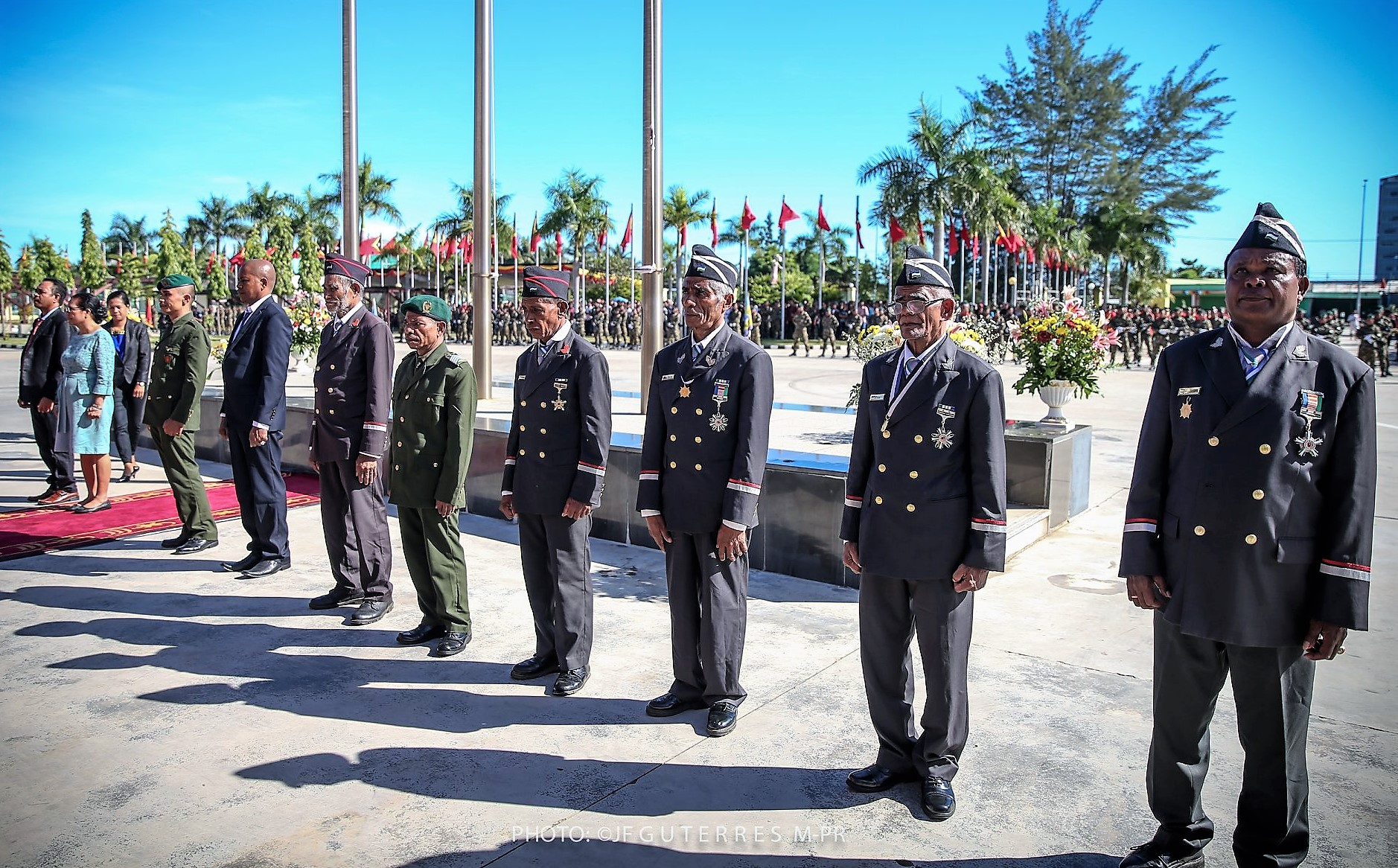
Veteranen warten auf die Verleihung des Ordens am Unabhängigkeitstag 2019

Mit ihm erkennt der Staat die Leistungen von Staatsbürgern und Ausländern in ihrem beruflichen oder gesellschaftlichen Leben an. Geehrt wird auch heldenhaftes und selbstloses Verhalten, das einen bedeutenden Beitrag für Osttimor, seine Bevölkerung oder die Menschheit darstellte. Staatspräsidenten Osttimors dürfen nach Ausscheiden aus dem Amt den Grand Collar des Ordem de Timor-Leste tragen.
Der Orden wird durch den Staatspräsidenten verliehen. Nationalparlament Osttimors und Ministerrat können Vorschläge zur Verleihung abgeben. Werden Mitglieder der nationalen oder ausländischer Streitkräfte mit dem Orden geehrt, sind der Verteidigungsminister und der Stabschef der Verteidigungskräfte Osttimors zuvor zu konsultieren. Bei der Ehrung von Polizeikräften ist ebenfalls der entsprechende Minister und der Chef der Nationalpolizei Osttimors vorab zu konsultieren. Der Außenminister muss einbezogen werden, wenn Ausländer geehrt werden sollen.
Hergestellt werden die Orden von der singapurer Firma Eng Leong Medallic Industries (ELM).
2015 wurden 28 Personen in Vertretung ihrer Gruppen mit der Medaille ausgezeichnet. Bei ihnen hatten sich führende Widerstandskämpfer versteckt gehalten. Die Empfänger sind für die Aufbewahrung des Ordens verantwortlich und dürfen ihn nicht als Einzelperson verwenden. Ordensträger sind alle Mitglieder der Gruppe, die sich beim Versteckthalten der Kämpfer beteiligt hatten.

## Ordensklassen
- Grand Collar
- Collar (Collane)
- Medal (Medaille)
- Insígnia

Die Grand Collar ist Staatsoberhäuptern vorbehalten. Jede Klasse des Ordens kann jeweils einmal an eine Person verliehen werden.
Orte, Organisationen oder Institutionen können mit der Medal ausgezeichnet werden, sofern sie mindestens seit 15 Jahren existieren und ihr Weiterbestehen gesichert ist.

## Träger des Ordem de Timor-Leste
Die Liste ist nicht vollständig.

### A

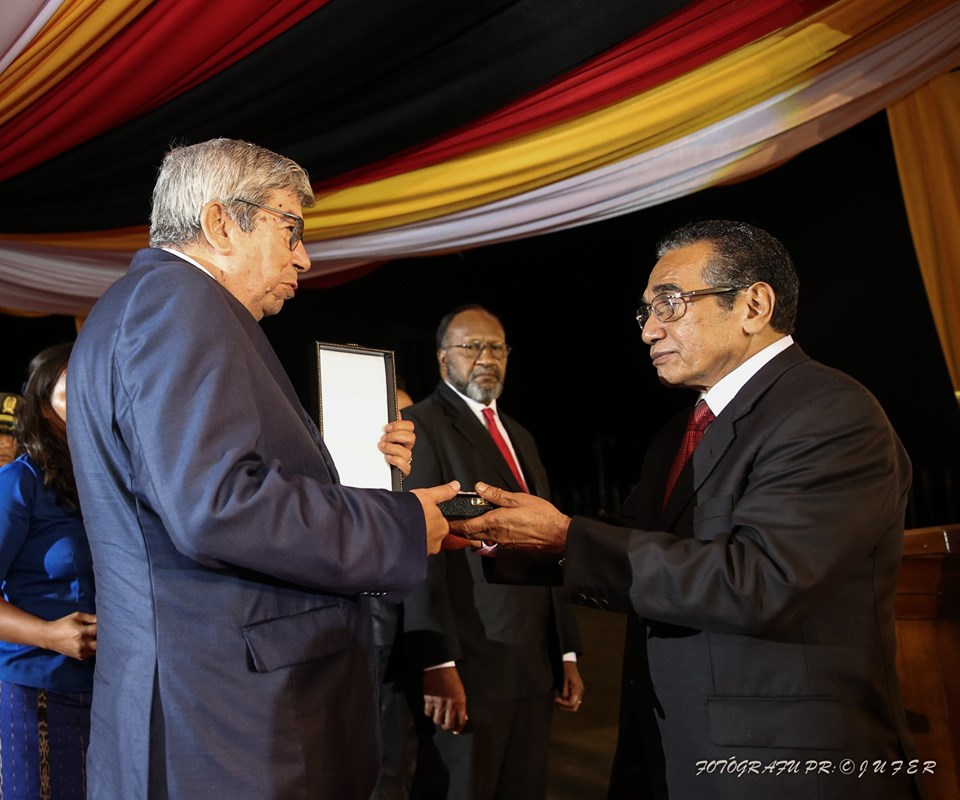
Eduardo Ferro Rodrigues nimmt für das portugiesische Parlament den Ordem de Timor-Leste von Francisco Guterres entgegen (2019)

- Abílio Araújo (Collar 2017), osttimoresischer Politiker und Komponist
- Mark Aarons, australischer Journalist und Aktivist (Medal 2015)[4]
- Alamau, Freiheitskämpfer (Medal 2018)[5]
- Jorge Manuél Albino (Pos Kompi), osttimoresischer Unabhängigkeitsaktivist (Medal 2016)[6]
- Andrew Haydon Alcock, australischer Aktivist (Medal 2014)[7]
- Ana Senhorina Alves da Silva (Bilesa), Freiheitskämpferin (Medal 2018)[5]
- Aníbal Cavaco Silva, portugiesischer Präsident (Grand Collar 2012)[8]
- Malquides de Jesus Alves, osttimoresischer Unabhängigkeitsaktivist (Medal 2016)[6]
- Maria Domingas Alves, osttimoresische Politikerin (Medal 2012)[9]
- Paulo Maria dos Santos Alves (Dadulas), Freiheitskämpfer (Medal 2018)[5]
- Sãojinha de Jesus Alves (Jesus), osttimoresische Unabhängigkeitsaktivistin (Medal 2016)[6]
- Terezinha Alves (Aitara), Unabhängigkeitsaktivistin (Medal 2015), in Vertretung aller Mitglieder ihrer Gruppe[3]
- Luís Filipe Marques Amado, (Collar 2011)[10]
- Arão Noé da Costa Amaral, osttimoresischer Politiker[11]
- Francisco Xavier do Amaral (Grand Collar 2012, posthum)[12]
- Domingos Amaral, Unabhängigkeitsaktivist (Medal 2015), in Vertretung aller Mitglieder seiner Gruppe[3]
- Jaime Camacho Amaral, Freiheitskämpfer (Medal 2018, posthum)[5]
- José Amaral (Samaruga), osttimoresischer Unabhängigkeitsaktivist (Medal 2016, posthum)[6]
- Marcelino Amaral (Xefi Masa), Unabhängigkeitsaktivist (Medal 2015, posthum), in Vertretung aller Mitglieder ihrer Gruppe[3]
- Virgílio dos Anjos (Ular Rihik), Freiheitskämpfer, erster Kommandant der Region IV (Collar 2019, posthum)[13]
- Kofi Annan, UN-Generalsekretär (Grand Collar 2019, posthum)[14]
- A Paz é Possível em Timor-Leste APPTL (Medal 2015)[4]
- Aliança da Conceição Araújo (Hali), osttimoresische Freiheitskämpferin (Medal 2016)[6]
- Fernando La Sama de Araújo, Unabhängigkeitsaktivist und Politiker (Collar 2012)[15]
- Jovito Araújo (Tatabei, TTB), osttimoresischer Unabhängigkeitsaktivist (Medal 2016)[6]
- Rui Maria de Araújo, Politiker (Collar 2017)[16]
- António de Augusto (Murak), Freiheitskämpfer (Medal 2018)[5]
- Asia Pacific Conference on East Timor/Iniciatives for International Dialogue APCET/IDD, philippinische Organisation (Medal 2015)[4]
- Assembleia da República (Portugal) (Collar 2019)[14]
- Domingos Augusto, Freiheitskämpfer  (Medal 2022)[17]
- Australian Council of Trade Unions (Medal 2019)[14]
- Sakib Awan, Gründer der East Timor Trading (2012)[18]

### B
- Francisco Babo (Santa-Cruz), Unabhängigkeitsaktivist (Medal 2015), in Vertretung aller Mitglieder ihrer Gruppe[3]
- Mohamed Salama Badi, Diplomat der Demokratischen Arabischen Republik Sahara (Medal 2012)[19]
- Silverio Pinto Baptista (Insignia 2017), osttimoresischer Menschenrechtler und Beamter
- Alcino Baris, Politiker und Beamter (Insígnia 2012)[20]
- Manuel da Silva Barreto (Neon Kmanek), Unabhängigkeitsaktivist (Medal 2015, posthum), in Vertretung aller Mitglieder ihrer Gruppe[3]
- Pascoela Barreto (Medal 2016), osttimoresische Freiheitsaktivistin und Diplomatin[21]
- Hamis Bassarewan (Hatta Ulas Timor), Freiheitskämpfer (Collar 2019, posthum)[22]
- William Bennett Bartlett (Insignia 2015)[4]
- Carlos Filipe Ximenes Belo, osttimoresischer Bischof (Collar 2016)[23]
- Custódio Belo (Alin Laek, Jaids Blayck), Freiheitskämpfer (Collar 2018)[24]
- Etelvina Fernandes Belo (Bi-doli-mau), Freiheitskämpfer, politischer und militärischer Assistent der Region III (Collar 2019, posthum)[13]
- Filipe Belo (Railakan), Freiheitskämpfer (Medal 2018)[5]
- José Agostinho da Costa Belo (Insignia 2017), osttimoresischer Hochschullehrer und Beamter
- Mário do Carmo Lemos Belo, Pater und Unabhängigkeitsaktivist (Medal 2015, posthum), in Vertretung aller Mitglieder seiner Gruppe,[3] (Collar 2019, posthum)[22]
- Mateus Ximenes Belo, Beamter (Medaille 2012)[20]
- Reinaldo Freitas Belo (Kilik Wae Ga’e), Freiheitskämpfer (Collar 2019, posthum)[13]
- Lurdes Maria Bessa, Diplomatin (Collar 2024)[25]
- Robert George Boughton, australischer Professor (Medal 2015)[4][26]
- Duarte Pio de Bragança, portugiesischer Adliger (Insígnia)
- Olímpio Branco, Politiker und Diplomat (Insígnia 2012)[27]
- Robert James Brown (Medal 2016), australischer Politiker[28]
- Brigada Cubana de Professores - Assessores de Alfabetização, (Medal 2011)[10]
- Brigada Médica Cubana (Medal 2009)[29]
- Carmel Budiardjo, britische Menschenrechtsaktivistin (Insígnia 2009)[29]
- María Aileen H. Bugarin, philippinische Diplomatin (Insígnia 2012)[30]
- Meredith Anne Burgmann (Medal 2016), australische Politikerin[28]

### C

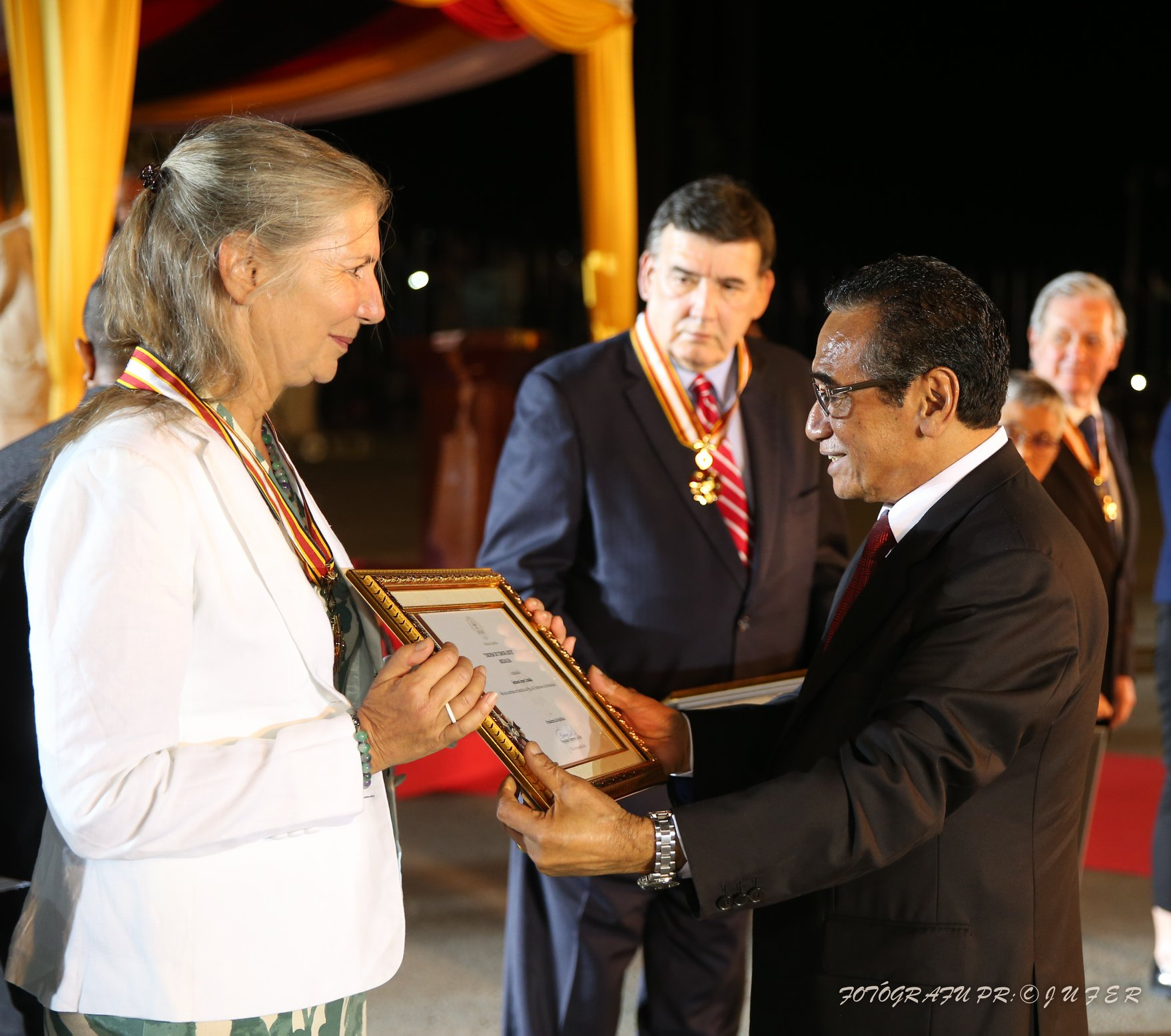
Irena Cristalis bekommt den Ordem de Timor-Leste von Francisco Guterres bei den Feierlichkeiten zum zwanzigsten Jubiläum des Unabhängigkeitsreferendums (2019)

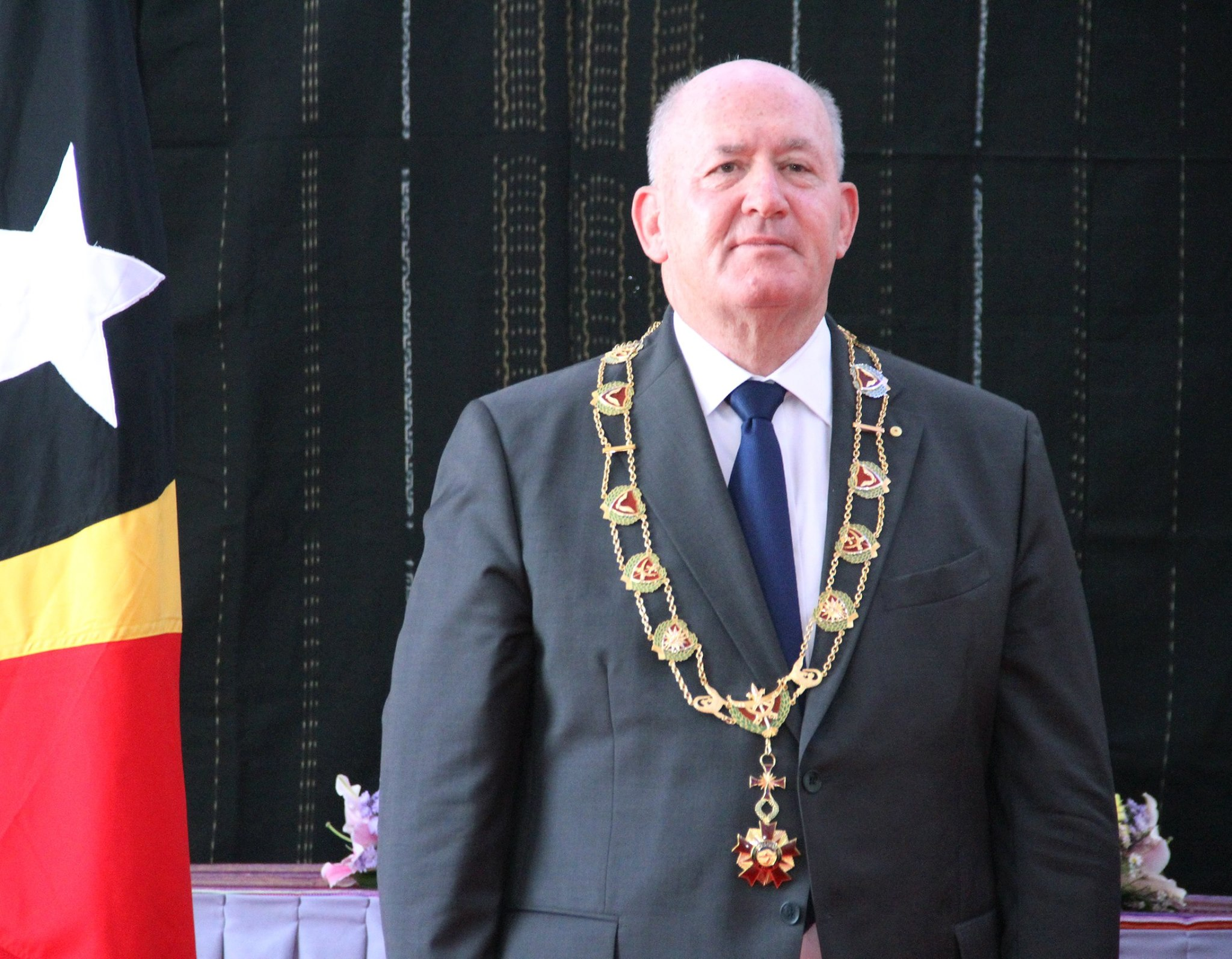
Peter Cosgrove mit dem Grande Colar da Ordem de Timor-Leste

- Afonso Cabral (Mate Mak Foti), Freiheitskämpfer (Medal 2018)[5]
- Francisco Melo Cabral (Matateu), Unabhängigkeitsaktivist (Medal 2015), in Vertretung aller Mitglieder ihrer Gruppe[3]
- João Cabral (Mau Wairia), Freiheitskämpfer, Sektionskommandant (Medal 2019)[13]
- Rosa Batista Cabral (Bi-Anti), osttimoresische Unabhängigkeitsaktivistin (Medal 2016)[6]
- Tomás Cabral, Beamter und Politiker (Insígnia 2012)[27]
- Caixa Geral de Depósitos, portugiesische Bank (Insígnia 2012)[27]
- Domingos Cardoso (Casador 2), osttimoresischer Unabhängigkeitsaktivist (Medal 2016)[6]
- Luís Cardoso, osttimoresischer Schriftsteller (Collar 2023)[31]
- Mário Viegas Carrascalão, Politiker (Collar 2017)[32]
- Natália Carrascalão Antunes, Diplomatin (Insígnia 2012)[27]
- Luís Miguel Ribeiro Carrilho, portugiesischer Kommissar der UNPOL (Insígnia 2012)[33]
- Ana Filipa Santos Carvalho, Juristin (Insígnia 2012)[20]
- Ana Mónica Carvalho, portugiesische juristische Beraterin im Nationalparlament (2022)[34][35]
- António Duarte Carvarino (Mau Lear), Freiheitskämpfer (Collar 2019, posthum)[22]
- Fidel Castro, kubanischer Politiker
- Fabio Cavadini, italienisch-australischer Filmproduzent und Regisseur (Insígnia 2014)[7]
- Chalida Tajaroensuk, thailändische Menschenrechtsaktivistin (Medal 2019)[14]
- Aniceto Guterres Lopes, osttimoresischer Politiker[11]
- Maria do Céu Lopes, osttimoresische Entwicklungshelferin (Insígnia 2009)[29]
- Mariano Sabino Lopes, osttimoresischer Politiker[11]
- Joaquim Chissano, mosambikanischer Präsident (Grand Collar 2009)[29]
- Lai Min Chom, osttimoresischer Freiheitskämpfer (Medal 2016, posthum)[6]
- Noam Chomsky, US-amerikanischer Professor (Collar 2015)[4][36]
- Bill Clinton, US-Präsident (Grand Collar 2019)[14]
- Hernâni Coelho, Diplomat und Politiker (Medaille 2012)[20]
- Teresa Coelho, portugiesische Beraterin des Instituto Nacional de Segurança Social (INSS), (2022)[34][35]
- Bernard Collaery, australischer Anwalt (Collar 2023)[37]
- Marie Colvin, amerikanische Journalistin (Medal 2019, posthum)[14]
- 2/2 Commando Association of Australia (2024)[38]
- Afonso Alves Correia (Ran Lemorai), Freiheitskämpfer (Medal 2018)[5]
- António Corte-Real (Loro), Unabhängigkeitsaktivist (Medal 2015, posthum), in Vertretung aller Mitglieder ihrer Gruppe[3]
- Benjamin Côrte-Real, osttimoresischer Sprachwissenschaftler (Insígnia 2009)[29]
- Peter Cosgrove (2009: Collar, 2016: Grand Collar), australischer Soldat und Politiker[29][39][40]
- Adérito Hugo da Costa, Politiker und Journalist (Collar 2017)[16]
- Alcino da Costa Cunha da Conceição (Ramisa), osttimoresischer Unabhängigkeitsaktivist (Medal 2016)[6]
- António da Costa (Derak), Freiheitskämpfer, Gefreiter (Medal 2019)[13]
- Candida da Costa (Loro Foun), Unabhängigkeitsaktivistin (Medal 2015, posthum), in Vertretung aller Mitglieder ihrer Gruppe[3]
- Faustino da Costa, Polizist (Insígnia 2017)[16]
- Henrique Belmero da Costa (Badame), osttimoresischer Freiheitskämpfer (Medal 2016)[6]
- João da Costa (Mauringo), osttimoresischer Unabhängigkeitsaktivist (Medal 2016)[6]
- José da Costa, osttimoresischer Freiheitskämpfer (Medal 2016, posthum)[6]
- José Amancio da Costa (Mau Hodu), Freiheitskämpfer (Collar 2019, posthum)[22]
- José Maria do Rosário Albano da Costa (1956–1979), Freiheitskämpfer, politischer Kommissar (Collar 2019, posthum)[13]
- Marcos dos Reis da Costa (Insígnia 2025)[41]
- Orlando Jerónimo da Costa (Serasa), Freiheitskämpfer, Kommandant (Medal 2019)[13]
- Pedro Miguel Duarte Costa, portugiesischer Journalist (Medal)[42]
- Zacarias da Costa, osttimoresischer Politiker (Medal 2012)[9]
- Steve Cox, Brite (2017)[16]
- Irena Cristalis, niederländische Journalistin (Medal 2019)[14]
- Peter Cronau, australischer Journalist (Insignia 2015)[4]
- Arnaldo José Ribeiro da Cruz (Medal 2016), portugiesischer Generalmajor[28][21]
- Gary Cunningham, neuseeländischer Kameramann (Medal 2015, posthum)[4]

### D

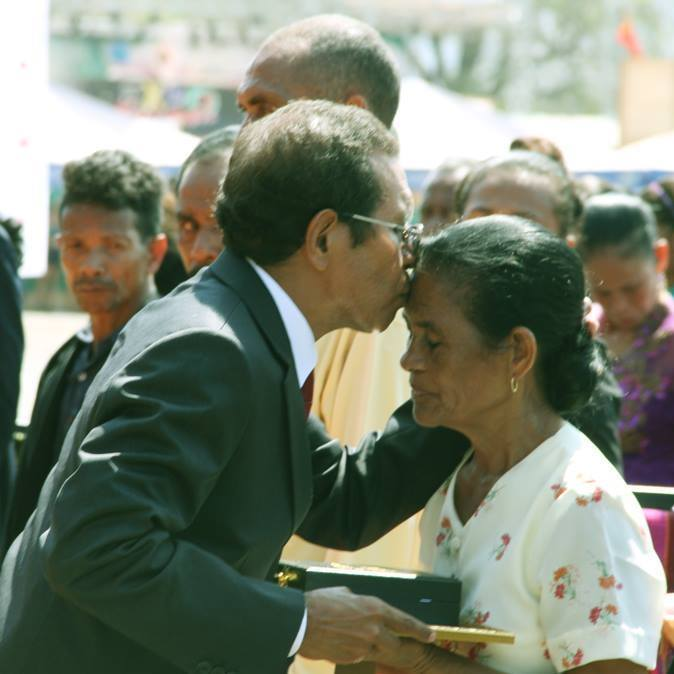
Die Witwe von Matias Gouveia Duarte nimmt den Ordem de Timor-Leste von Präsident Taur Matan Ruak entgegen (2015)

- Hilton Forrest Deakin, australischer Bischof (Medal 2012)[9]
- Fernando Cardoso de Deus (Teki Timur), osttimoresischer Unabhängigkeitsaktivist (Medal 2016)[6]
- João de Deus Pires (Medal 2019)[43]
- Filomena Magno Dias (Nakiak), osttimoresische Unabhängigkeitsaktivistin (Medal 2016)[6]
- Robert Peter Domm, neuseeländischer Aktivist (Medal 2014)[7]
- John Dowd, australischer Politiker (Insígnia 2009)[29]
- Deborah Joan Durnan (Medal 2015)[4]
- Matias Gouveia Duarte (Hunuk), Unabhängigkeitsaktivist (Medal 2015), in Vertretung aller Mitglieder seiner Gruppe[3]
- James Dunn, australischer Beamter und Diplomat (Medal 2009)[29]

### E
- António Ramalho Eanes, portugiesischer Präsident (Grand Collar 2012)[44]
- East Timor and Indonesia Action Network (ETAN), kanadisch-amerikanische Menschenrechtsorganisation (Medal 2015)[4]
- East Timor Ireland Solidarity Campaign (ETISC), entgegengenommen von Joe Murray (Medal 2015)[4][45]
- Roger East, australischer Journalist (Collar 2014, posthum)[7]
- Robert Christopher Elenor (Medal 2016), Australier[28]
- Umaro Sissoco Embaló, guinea-bissauischer Präsident (Grand Collar 2023)[11]

### F

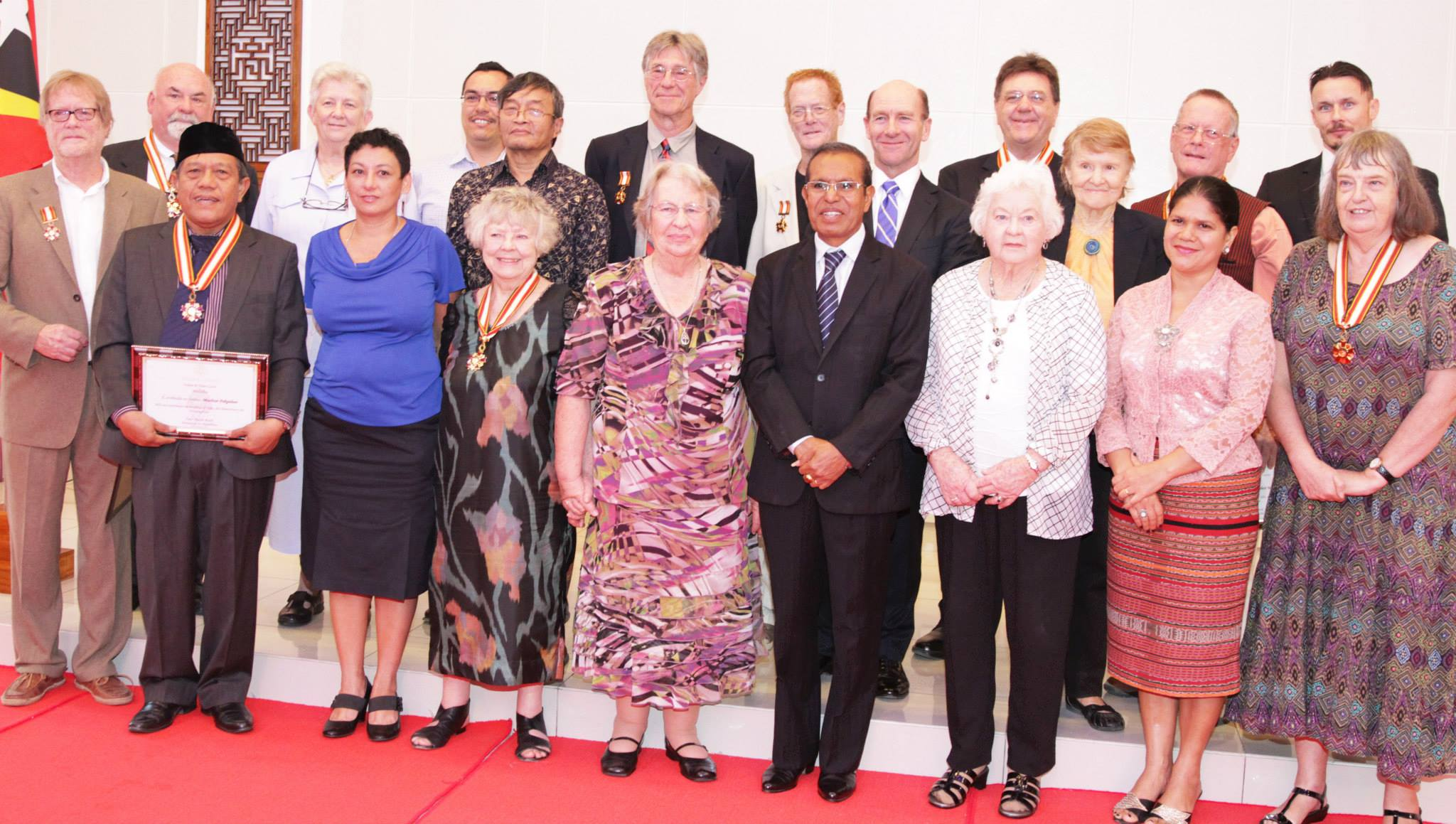
Ordensträger vom 30. August 2014

- Falur Rate Laek, Soldat (Insígnia 2017)[16]
- Zacarias de Fátima (Maputo), Freiheitskämpfer (Collar 2018)[24]
- João Felgueiras, portugiesischer Geistlicher (Insígnia 2009,[29] Collar 2022)[35]
- Judith Fergin, amerikanische Diplomatin (Medal)[46]
- Afonso Fernandes (Lasilo, Lasilu), Freiheitskämpfer (Medal 2018)[5]
- Ernesto Fernandes (Dudu), Unabhängigkeitsaktivist (Medal 2015), in Vertretung aller Mitglieder seiner Gruppe[3]
- Francelina Fernandes (Dina), Freiheitskämpferin (Medal 2018)[5]
- Marcelino Fernandes (Hati), Freiheitskämpfer (Medal 2018)[5]
- Paulo Pinto Fernandes (Ali Kiak Lemorai), Freiheitskämpfer (Medal 2018)[5]
- Venancio Ramos Amaral Ferraz, Freiheitskämpfer, Kommandant der Region Haksolok (Collar 2019, posthum)[13]
- Marc Fiedrich, deutscher Diplomat (Commar 2025)
- Afonso Alves Freitas, Unabhängigkeitsaktivist (Medal 2015, posthum), in Vertretung aller Mitglieder seiner Gruppe[3]
- Antónia Freitas (Floyer), osttimoresische Freiheitskämpferin (Medal 2016)[6]
- Benedita Freitas (Dircy Betty), Freiheitskämpferin und stellvertretende politische Adjutantin der Region 1 (Collar 2018, posthum)[24]
- Carlos da Silva Victor Freitas (Moe Laek), osttimoresischer Unabhängigkeitsaktivist (Medal 2016)[6]
- Franquelino Freitas (Lia-Mesak), Unabhängigkeitsaktivist (Medal 2015), in Vertretung aller Mitglieder seiner Gruppe[3]
- Hermenegildo Guterres Freitas, Unabhängigkeitsaktivist (Medal 2015), in Vertretung aller Mitglieder seiner Gruppe[3]
- Lourenço da Silva Freitas (Parli), Freiheitskämpfer, Gefreiter (Medal 2019)[13]
- Manuel Freitas (Lenicai), Freiheitskämpfer, stellvertretender Kommandant der Kompanie (Medal 2019)[13]
- Manuel Freitas (Mau Buti), Freiheitskämpfer (Collar 2018)[24]
- Marcelino Freitas (Wairia), Unabhängigkeitsaktivist (Medal 2015), in Vertretung aller Mitglieder seiner Gruppe[3]
- Natalina Ramos Filipe Horta, Unabhängigkeitsaktivistin (Medal 2016)
- Denis Freney, australischer Journalist (Collar 2014, posthum)[7]
- FRETILIN, politische Partei (Collar 2012)[15]
- Ken Fry (Medal 2014, posthum)[7]

### G
- Cornélio da Conceição Gama (L7), Freiheitskämpfer (Collar 2018)[24]
- Domingos Gama (Mau Saelari), Freiheitskämpfer (Medal 2018)[5]
- Jaime Gama, portugiesischer Verteidigungsminister (Collar 2009)[29]
- Carlos Eduardo de Medeiros Gaspar (Medal 2016), Portugiese[21][28]
- Patrícia Alexandra Costa Gaspar (Medal 2016), portugiesische Beamtin des Zivilschutzes[28]
- José Luís da Góia, portugiesischer Richter (Insígnia 2012)[27]
- Adelino Clemente Gomes, portugiesischer Journalist (Medal 2015)[4]
- Ana Gomes, portugiesische Politikerin (Insígnia 2009)[29]
- Carlos Gomes Júnior, (Collar 2011)[10]
- Faustino Cardoso Gomes, Beamter und Hochschullehrer (Insígnia 2012)[27]
- João Lino Gomes, Freiheitskämpfer (Medal 2022)[47]
- Emilia Gonçalves (Bui Mesak), Freiheitskämpferin (Medal 2018)[5]
- Luís Gonzaga, Unabhängigkeitsaktivist (Medal 2016)[6]
- Peter Gordon, Brite (2017)[16]
- Guarda Nacional Republicana, Nationalgarde Portugals (Medal 2009)[29][48]
- Fernando Gusmão (Bere Dú), Freiheitskämpfer, Zugführer (Medal 2019)[13]
- José Gusmão (Mau Mesak, Kaer Susar), Freiheitskämpfer (Medal 2018)[5]
- Xanana Gusmão, Politiker (Grand Collar 2012)[12][49]
- António Guterres, portugiesischer Premierminister[29]
- Celestina Guterres (Sendiri), Unabhängigkeitsaktivistin (Medal 2015), in Vertretung aller Mitglieder ihrer Gruppe[3]
- Francisco Guterres, Politiker (Collar 2009)[29]
- Vicente da Silva Guterres, Politiker (2017)[16]

### H
- Tony Patrick Hall, US-amerikanischer Politiker (Medal 2015)[4]
- Robert Anthony Hanney (Medal 2016), australischer Aktivist[28]
- Ameerah Haq, bangladeschische UN-Mitarbeiterin (Medal 2012)[33]
- Thomas Richard Harkin, US-amerikanischer Politiker (Medal 2015)[4]
- José Henrique Rojas (Co'o Susu), Freiheitskämpfer (Collar 2018)[24]
- Helen Hill, australische Professorin (Medal 2014)[7]
- Hobart East Timor Committee (Medal 2016)[28]
- Michael Hodgman, australischer Politiker (Medal 2019, posthum)[14]
- Sérgio Hornai, osttimoresischer Jurist (Medal 2012)[9]
- Júlio Hornay, Polizist (2017)[16]
- Angus Houston, australischer Soldat (Medal 2011)[50]
- David Hurley (Grand Collar 2022)[35]

### I
- Marcelino Inácio (Mau Timur), Freiheitskämpfer (Medal 2018)[5]
- Titi Irawati (Medal 2016), indonesische Menschenrechtlerin[28]

### J
- Andrew Jacobs (Collar 2022)[51]
- Júlio de Jesus (Tirilolo), Unabhängigkeitsaktivist (Medal 2015, posthum), in Vertretung aller Mitglieder seiner Gruppe[3]
- Lígia de Jesus, Beamtin (Insígnia 2012)[20]
- Maria Renata Caldas de Jesus (Bi Dera), osttimoresische Unabhängigkeitsaktivistin (Medal 2016)[6]
- Vidal de Jesus (Riak Leman), Freiheitskämpfer (Collar 2018)[24]
- Jill Jolliffe, australische Journalistin und Buchautorin (Medal 2014)[7]

### K
- John Patrick Kenneally, irisch-australischer Soldat (Medal 2015, posthum)[4]
- Joseph Patrick Kennedy II, US-amerikanischer Politiker (Medal 2015)[4]
- Atul Khare, indischer Diplomat (Medal 2009)[29]
- Amanda King, australische Filmemacherin (Medal 2015)[4]
- Iwao Kitahara, japanischer Diplomat (Medal 2017)[52]
- Arnold S. Kohen (Medal 2016), US-amerikanischer Journalist und Autor[28]
- Saskia Kouwenberg, niederländische Aktivistin (Medal 2017, überreicht 2019)[53]
- Nino Konis Santana, Freiheitskämpfer (Collar 2018, posthum)[24]
- Lotta Kronlid, britisch-schwedische Aktivistin (Medal 2019), siehe Sabotageakt bei der British Aerospace am 29. Januar 1996[14]

### L
- Stephen John Langford, australischer Journalist (Insignia 2015)[4]
- Adolfo Maria Soares Lay (Lalotok), Freiheitskämpfer (Medal 2018)[5]
- Luís da Silva Lay (Siul), Freiheitskämpfer (Medal 2018)[5]
- Maria Leadbeater, neuseeländische Menschenrechtlerin (2017)[16]
- Carlos César Correia Lebre (Mau Laka), Freiheitskämpfer (Collar 2019)[22]
- Lee Chiong Giam, singapurischer Diplomat (Insígnia 2012)[30]
- Jefferson Lee, australischer Professor (Medal 2015)[4]
- Andre Nunes Correia de Lemos (Scorpion/Taurus), osttimoresischer Unabhängigkeitsaktivist (Medal 2016)[6]
- Carlos Pereira de Lemos (Insígnia 2016), portugiesischer Honorarkonsul in Melbourne[28]
- Eugenio Lemos, osttimoresischer Sänger und Aktivist (Medal 2023)
- Lere Anan Timur, Soldat (Collar 2012)[54]
- Robert Van Lierop, vanuatuischer Diplomat (Medal 2015)[36]
- Liga dos Amigos de Timor, portugiesische Menschenrechtsorganisation (Medal 2017)[16]
- Hilda Lini, vanuatuische Politikerin (Insígnia 2014)[7]
- Walter Hadye Lini (Collar 2015)[4]
- Liem Soei Liong, indonesischer Menschenrechtler (Medal 2015)[4]
- Dageng Liu, Repräsentant des Welternährungsprogramms in Osttimor (Collar 2022)[55]
- Nicolau dos Reis Lobato (Grand Collar 2012, posthum)[12]
- Augusto Alves Ximenes Lobo (Kokoroe, Koko Roy), Freiheitskämpfer (Medal 2018)[5]
- Padre Elígio Locatelli (Collar 2016), italienischer Salesianer[28]
- Martinho da Costa Lopes (2017), Apostolischer Administrator von Dili
- Francisco Lui (Akui Leong, Kafal), osttimoresischer Freiheitskämpfer (Medal 2016)[6]
- Recardo Pinto Lurdes (Haksolok), osttimoresischer Unabhängigkeitsaktivist (Medal 2016)[6]
- Lusa, portugiesische Nachrichtenagentur (Insígnia 2012)[27]

### M

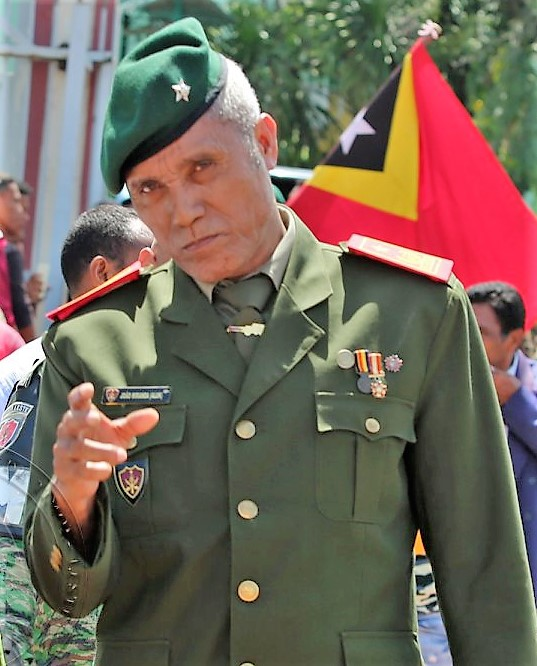
João Miranda (2020)

- Samora Machel, mosambikanischer Politiker (Grand Collar 2016, posthum)[56]
- Lorenço Magno, osttimoresischer Freiheitskämpfer (Medal 2016)[6]
- Ma'huno Bulerek Karathayano (José António Gomes da Costa), Freiheitskämpfer (Collar 2018)[24]
- Armindo Maia, (Insígnia 2011)[10]
- Brian Manning, australischer Gewerkschaftler und politischer Aktivist (Collar 2014, posthum)[7]
- Rosantina de Jesus Marçal, osttimoresische Unabhängigkeitsaktivistin (Medal 2016)[6]
- Raimundo da Costa Marques (Mau-Rai), Unabhängigkeitsaktivist (Medal 2015), in Vertretung aller Mitglieder seiner Gruppe[3]
- Rui Marques, portugiesischer Unabhängigkeitsaktivist (Medal 2012)[9]
- Ian Martin, britischer Menschenrechtler, in Vertretung aller Mitarbeiter der UNAMET (Medal 2009)[29]
- José Martins, portugiesischer Jesuit (Medal 2016)[57]
- Manuel da Silva Martins, portugiesischer Bischof (Medal 2015)[4]
- Mary MacKillop Institute of East Timorese Studies (Medal 2014)[7]
- Jerry Mateparae (Grand Collar 2017)[58]
- Lourenço Amaral de Matos (Matos Lao Rai), politischer Adjutant und Militär im Freiheitskampf (Collar 2018)[24]
- Gordon McIntosh, australischer Politiker (Medal 2014)[7][59]
- Jean McLean (Medal 2016), australische Politikerin[28]
- Andrew McNaughtan (Insígnia 2014, posthum)[7]
- Sérgio Vieira de Mello, brasilianischer UN-Mitarbeiter (Collar 2012, posthum)[15]
- Eufrázia da Silva Pinto Menezes (Eufrasia da Silva Pinto Menezes, Biralik Terus Tan), Freiheitskämpferin (Medal 2018)[5]
- Pedro Manuel de Meneses Mesquita, portugiesischer Journalist (Medal)[42]
- João Miranda, Freiheitskämpfer und Soldat (Medaille 2012)[20]
- Shigeru Mochida, japanischer UN-Mitarbeiter (Insígnia 2012)[33]
- Adriano da Costa Monteiro, Freiheitskämpfer (Medal 2018)[5]
- António Vítor Martins Monteiro, portugiesischer Diplomat (Medal 2012)[9]
- Edson Marinho Duarte Monteiro, brasilianischer Diplomat (Insígnia 2012)[30]
- Gil da Costa Monteiro (Oan Soru), Freiheitskämpfer (Medal 2018)[5]
- Henrique Monteiro (Kaluwai), Freiheitskämpfer, Berater des Stabschefs der FALINTIL (Collar 2019, posthum)[13]
- Adriano José Alves Moreira, portugiesischer Politiker (Medal 2015)[4]
- Murade Isaac Miguigy Murargy (Medal 2016), mosambikanischer Diplomat[28]
- Dan Murphy, US-amerikanischer Arzt (Medal 2020)[60]
- Peter Andrew Murphy (Medal 2015)[4]

### N

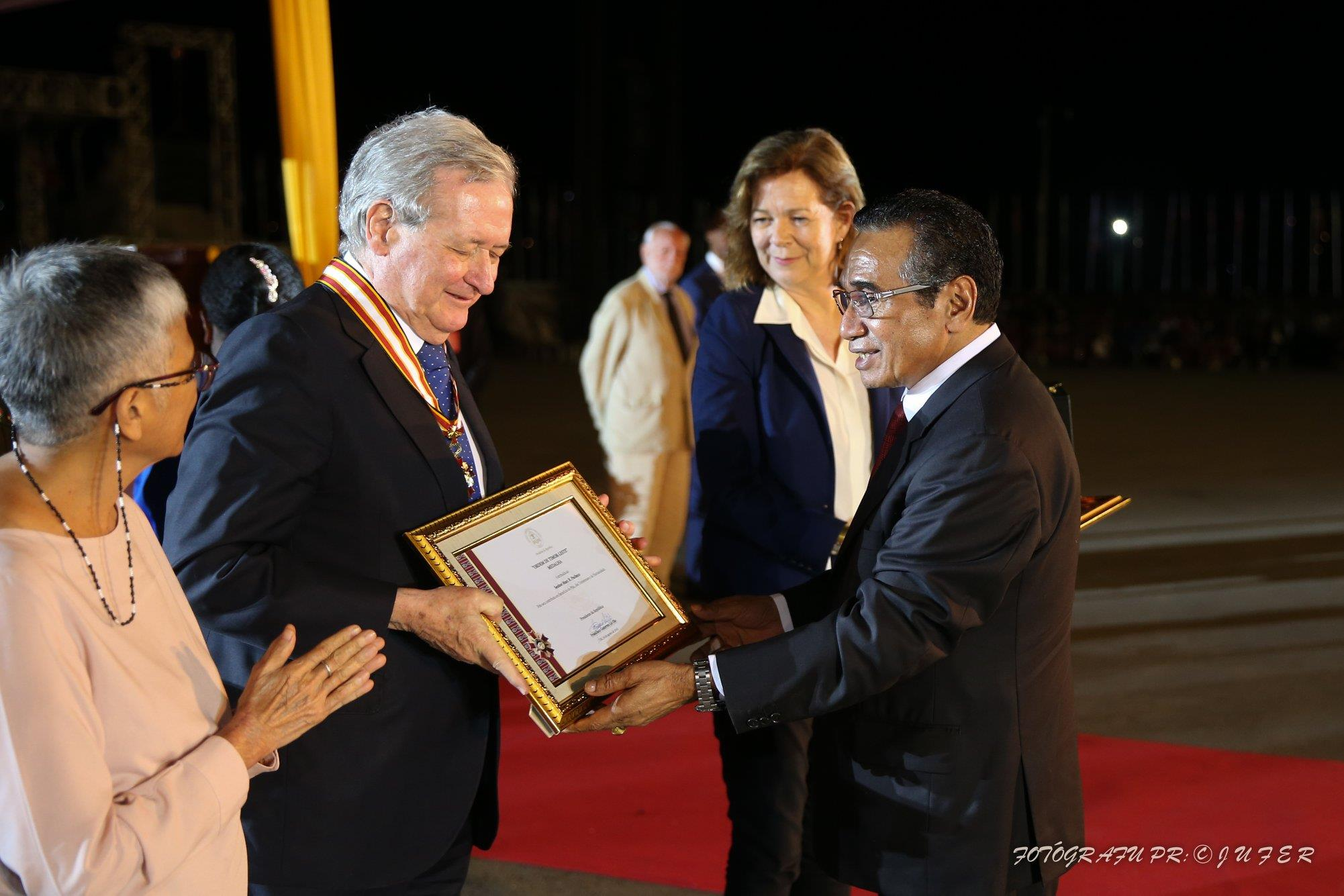
Fernando Neves erhält den Ordem de Timor-Leste von Francisco Guterres (2019)

- Andrea Needham, britische Aktivistin (Medal 2019), siehe Sabotageakt bei der British Aerospace am 29. Januar 1996[14]
- Fernando Neves, portugiesischer Diplomat (Medal 2019)[14]
- Roberto das Neves (Txai Bada), Freiheitskämpfer, Kompaniekommandant (Medal 2019, posthum)[13]
- Lino Ono Kita Nicolau (Onil), Unabhängigkeitsaktivist (Medal 2015), in Vertretung aller Mitglieder ihrer Gruppe[3]
- Finn Reske-Nielsen, dänischer UN-Mitarbeiter (Medal 2012)[33]
- Minka Nijhuis, niederländische Journalistin (Medal 2019)[14]
- Paulo Alexandre Bastos Alves Nogueira, portugiesischer Journalist (Medal)[42]

### O
- Domingos de Oliveira (Kaikeri), osttimoresischer Unabhängigkeitsaktivist (Medal 2016, posthum)[6]
- Henrique de Oliveira (Sama Lae), Freiheitskämpfer, erster Kommandant der nördlichen Abstellung in der Region Haksolok (Medal 2019, posthum)[13]
- Tomás Correira de Oliveira (Oli Lemorai), Freiheitskämpfer (Medal 2018)[5]
- Otélio Ote, osttimoresischer Journalist (Collar 2023)[61]

### P

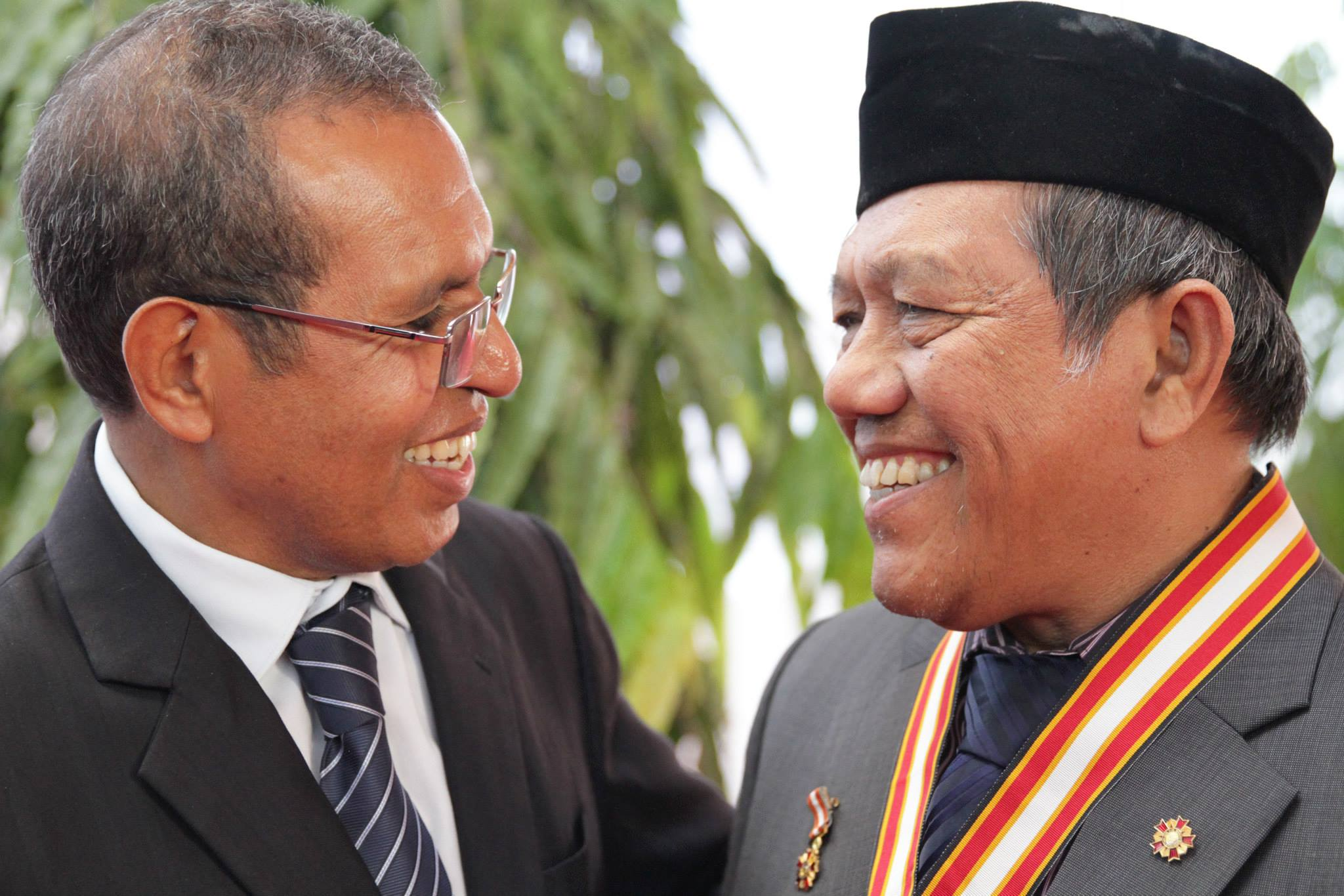
Präsident Taur Matan Ruak und Muchtar Pakpahan (2014)

- Marc R. Pacheco, amerikanisches Mitglied des Senats von Massachusetts (Medal 2019)[14]
- Filomeno Paixão, Soldat (Insígnia 2017)[16]
- Muchtar Pakpahan (Medal 2014)[7]
- PALOP (Collar 2015)[4]
- Julieta de Jesus Panau, osttimoresische Freiheitskämpferin (Medal 2016)[6]
- Rajesh Pandav, indischer Mitarbeiter der WHO (Collar 2023)[62]
- Fernando José Gamito Peixeiro, portugiesischer Journalist (Medal)[42]
- Ágio Pereira, osttimoresischer Politiker[11]
- Luísa Duarte Silva Teotónio Pereira, portugiesische Aktivistin (Medal 2015)[4]
- Maria Natércia Gusmão Pereira, osttimoresische Juristin (Medal 2012)[9]
- Pedro Manuel Fonseca de Sousa Pereira, portugiesischer Journalist (Medal)[42]
- Tobias Perreira (Kasian), osttimoresischer Unabhängigkeitsaktivist (Medal 2016)[6]
- Brian Peters, britischer Reporter (Medal 2016, posthum)[28]
- John Pilger, australischer Journalist und Dokumentarfilmer (Medal 2017).[7][63]
- José Luís Ramos Pinheiro, portugiesischer Journalist (Medal)[42]
- Hélio Sanches Pina (Mau Kruma) (Collar 2019, posthum), politischer Kommissar und Vizeminister für Koordination, Wirtschaft und Statistik[22]
- Ana Pessoa Pinto, Juristin und Politikerin (Collar 2012)[15]
- Domingos Pinto (Funu Kiak), Freiheitskämpfer, Gefreiter (Medal 2019, posthum)[13]
- Emília Pires, osttimoresische Politikerin (Medal 2012)[9]
- Plataforma Internacional de Juristas para Timor Leste PIJTL (Medal 2015)[4]

### Q
- Julião Quintão (Barabasa), osttimoresische Freiheitskämpferin (Medal 2016)[6]

### R

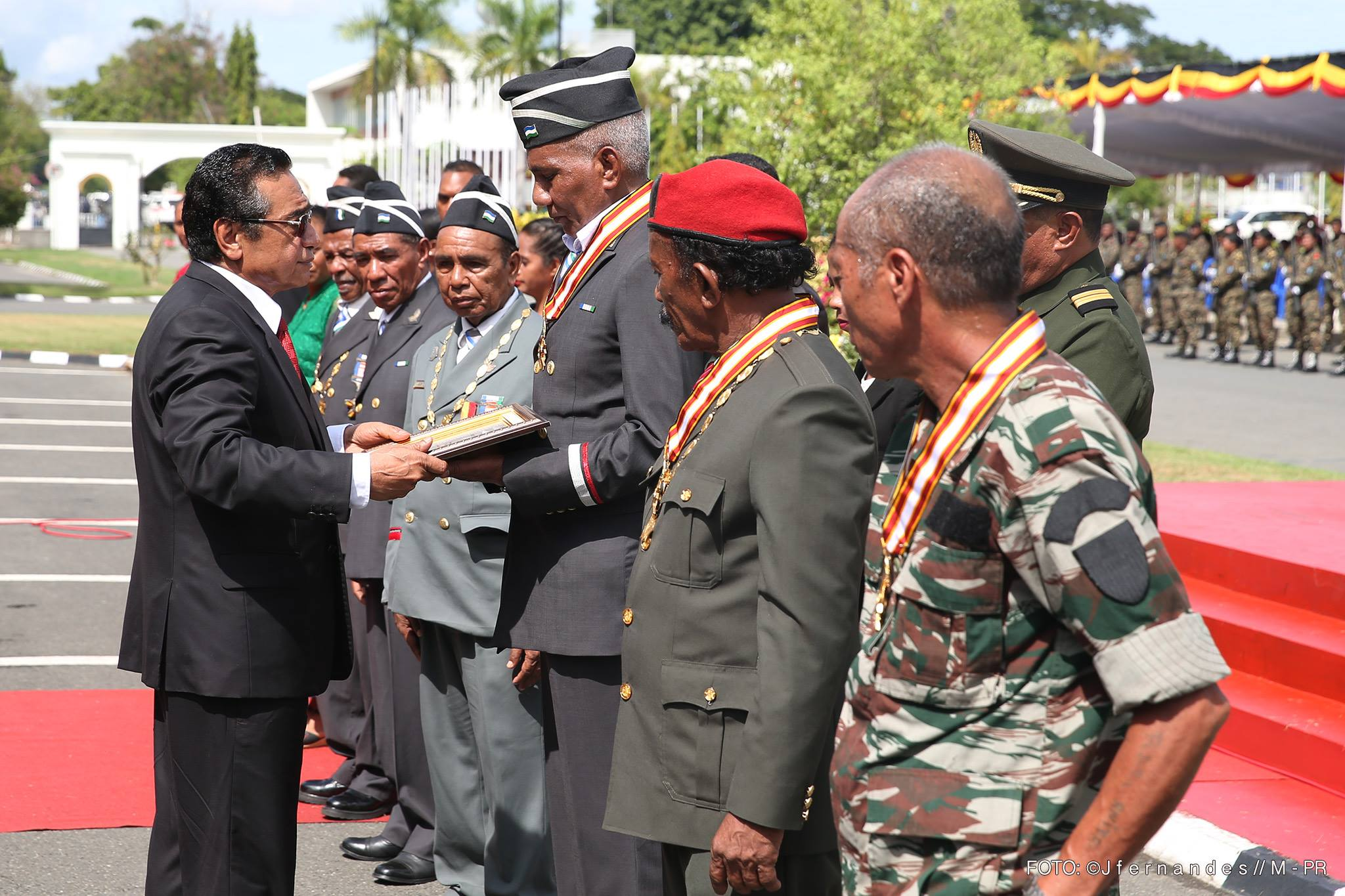
Jaime Ribeiro erhält den Ordem de Timor-Leste von Präsident Francisco Guterres (2018)

- Rádio e Televisão de Portugal RTP, öffentlich-rechtlicher Sender Portugals (Insígnia 2012)[27]
- José Ramos-Horta, Politiker (Grand Collar 2017)[49]
- Afonso da Costa Rangel, Freiheitskämpfer (Medal 2016)[6]
- Vicente dos Reis (Bie Ki Sahe), Freiheitskämpfer (Collar 2019, posthum)[22]
- Luís Paulo Fontes Represas (Medal 2016), portugiesischer Sänger[28]
- Juan Carlos Rey Salgado, europäischer Diplomat (Insígnia 2012)[30]
- Francisco Ribeiro (Militin Videc), Freiheitskämpfer (Medal 2018)[5]
- António Manuel Fernandes da Silva Ribeiro (Medal 2016), portugiesischer Vizeadmiral[28]
- Jaime Ribeiro (Sambilan, Samba Sembilan), Freiheitskämpfer (Collar 2018)[24]
- Paulina Ribeiro (Bi Brani)
- Svend Robinson, kanadischer Politiker (Insígnia 2012)[30]
- Amílcar Rodrigues (Medal 2016)[21]
- Bento Rodrigues, portugiesischer Journalist (Medal)[42]
- Roque Rodrigues, Politiker (Medaille 2012)[20]

### S

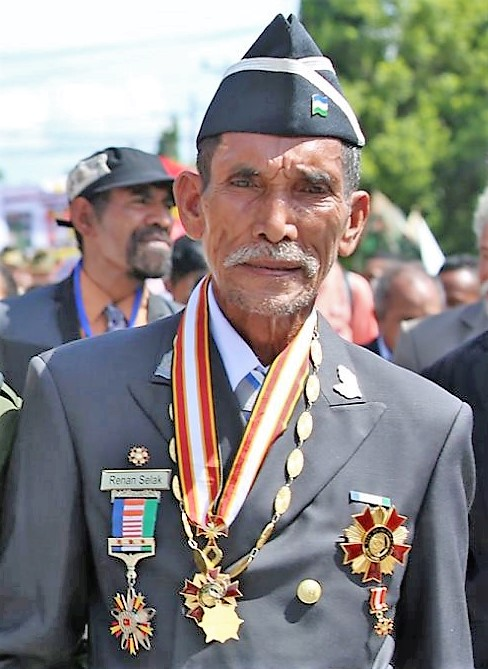
Faustino dos Santos

- Janelle Anne Saffin, australische Politikerin (Medal 2015)[4]
- António Salsinha (Du-Rae), Unabhängigkeitsaktivist (Medal 2015), in Vertretung aller Mitglieder seiner Gruppe[3]
- Eusébio Salsinha (São Tomé), Unabhängigkeitsaktivist (Medal 2016)[6]
- Luís António Salsinha (Airamu-Rai Kulit), Unabhängigkeitsaktivist (Medal 2015), in Vertretung aller Mitglieder seiner Gruppe[3]
- Frederico da Silva Sam (White Start), osttimoresischer Unabhängigkeitsaktivist (Medal 2016)[6]
- António Sampaio, portugiesischer Korrespondent der Nachrichtenagentur LUSA (Medal 2019)[14]
- Jorge Sampaio, portugiesischer Präsident (Grand Collar 2009)[29]
- Tamrat Samuel, UN-Mitarbeiter (Insígnia 2009/2019)[29][64]
- Acácio dos Santos (Haloly), Freiheitskämpfer (Medal 2018)[5]
- António dos Santos (55), Unabhängigkeitsaktivist (Medal 2015), in Vertretung aller Mitglieder ihrer Gruppe[3]
- Faustino dos Santos (Renan Selak), Freiheitskämpfer (Collar 2018)[24]
- Felisberto Maria dos Santos (Solep Solep), Freiheitskämpfer, politischer und militärischer Assistent der Region III (Collar 2019, posthum)[13]
- Francisco Ribeiro dos Santos (Susar Lemorai), Freiheitskämpfer (Medal 2018)[5]
- Julieta dos Santos, osttimoresische Unabhängigkeitsaktivistin (Medal 2016)[6]
- Rui Quartin Santos, portugiesischer Diplomat (Medal 2012)[9]
- Aboeprijadi Santoso, niederländisch-indonesischer Journalist (Insígnia 2014)[7]
- Agostinho Sarmento (Mau Tino), Freiheitskämpfer, Gefreiter (Medal 2019, posthum)[13]
- Agustinho Manuel Sarmento (Manu Fuik), osttimoresischer Unabhängigkeitsaktivist (Medal 2016)[6]
- Vicente Sarmento (Talik Leto Fuik), Unabhängigkeitsaktivist (Medal 2015), in Vertretung aller Mitglieder seiner Gruppe[3]
- Yōhei Sasakawa, Leiter der Nippon Foundation (Insígnia 2010)[65]
- Satsuki Eda (2016), japanischer Politiker
- Gilbert Frederick Scrine, australischer Filmproduzent (Insígnia 2014)[7]
- Eusébio Carmo Seixas (Busa Metan), Unabhängigkeitsaktivist (Medal 2015), in Vertretung aller Mitglieder ihrer Gruppe[3]

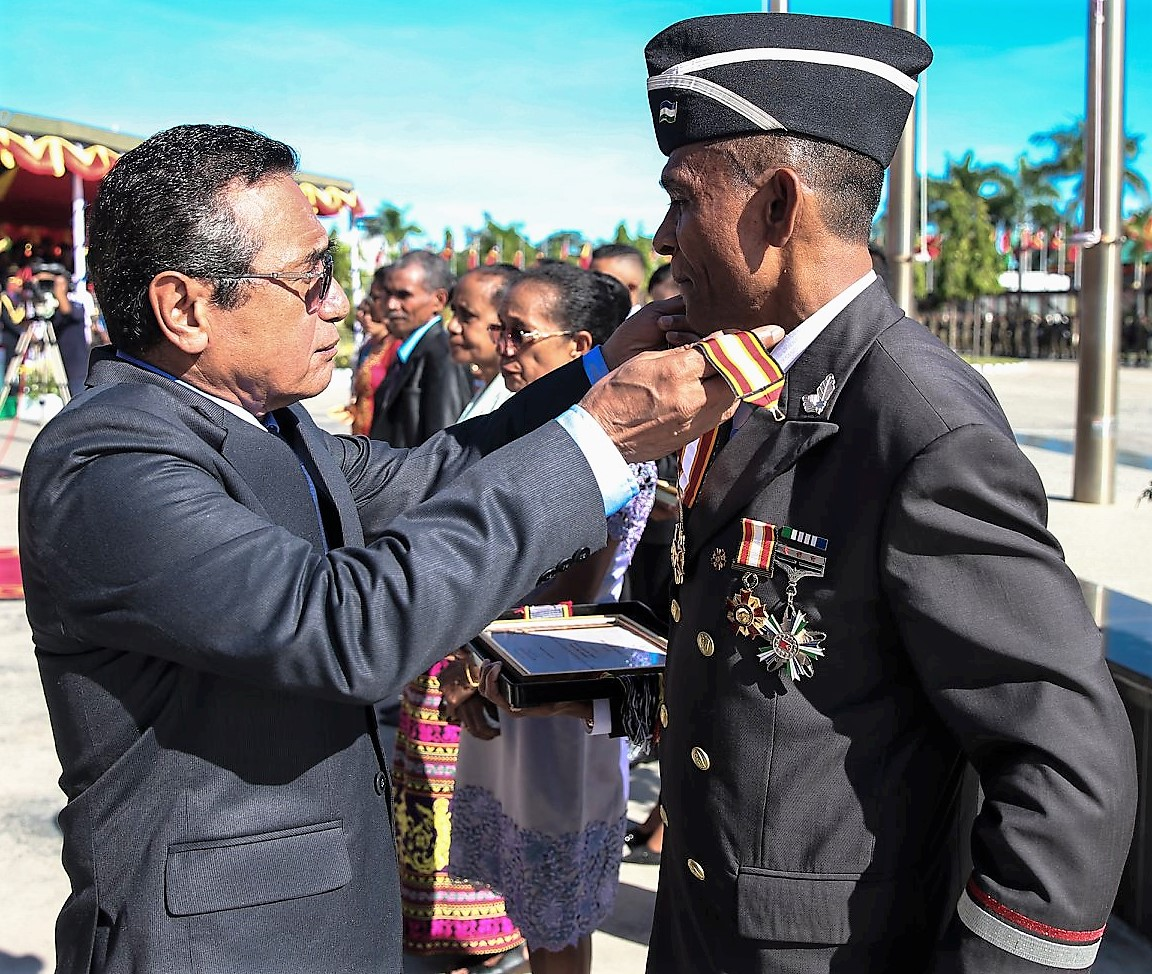
Verleihung an José Agostinho Sequeira (2019)

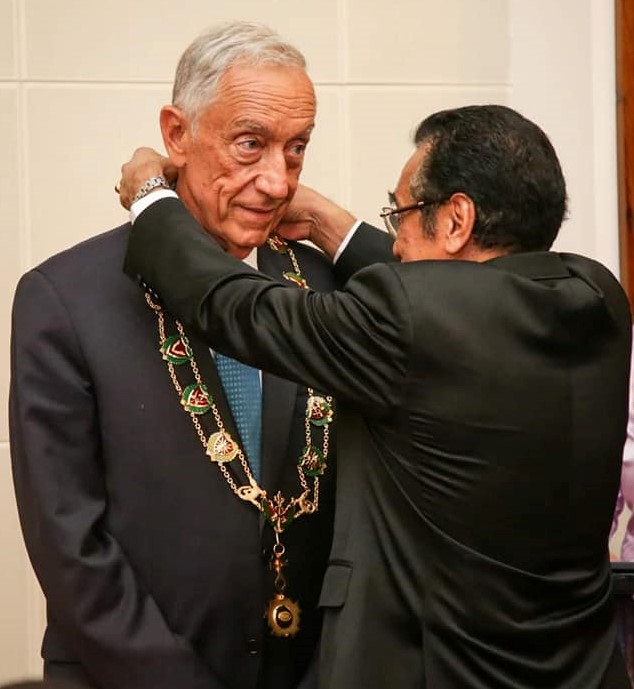
Francisco Guterres verleiht Marcelo Rebelo de Sousa den Ordem de Timor-Leste (2022)

- Seo Kyeong-seok, südkoreanischer Diplomat (Insígnia 2012)[30]
- José Agostinho Sequeira (Somotxo Matar Mimiraka), Unabhängigkeitskämpfer (Medal, Collar 2019)[13]
- Eddy Setiabudhi, indonesischer Diplomat (Insígnia 2012)[30]
- Greg Shackleton, australischer Reporter (Collar 2014, posthum)[7]
- Shirley Shackleton, australische Aktivistin (Medal 2013)[66]
- Kevin Sherlock (Medal 2016, posthum), australischer Bibliograph und Archivar[28]
- Acácio Nicolau da Silva (Udan/Be Sulin), osttimoresischer Unabhängigkeitsaktivist (Medal 2016)[6]
- Alberto da Silva (Seramalik), osttimoresischer Unabhängigkeitsaktivist (Medal 2016)[6]
- Aníbal Cavaco Silva, portugiesischer Politiker
- António Soares da Silva osttimoresischer Soldat (2022)[34]
- Armindo da Silva (Mau Kade), Freiheitskämpfer (Medal 2018)[5]
- Cipriano Gusmão da Silva (Tonelu), Unabhängigkeitsaktivist (Medal 2015), in Vertretung aller Mitglieder ihrer Gruppe[3]
- Ernesto Lurdes da Silva (Maumeta), osttimoresischer Unabhängigkeitsaktivist (Medal 2016)[6]
- Filomeno da Silva (Mer Sabala), Freiheitskämpfer, erster Kommandant der 5. Kompanie in der Region Nakroman (Medal 2019, posthum)[13]
- Gaspar Tavares da Silva (Miboko), Unabhängigkeitsaktivist (Medal 2015), in Vertretung aller Mitglieder ihrer Gruppe[3]
- Guilhermino da Silva (Collar 2017)[16]
- Salvador da Silva (Sala Rubi), Freiheitskämpfer (Medal 2018)[5]
- Mateus Simões (Tua Mutin), osttimoresischer Unabhängigkeitsaktivist (Medal 2016, posthum)[6]
- John Sinnott (Medal 2014)[7]
- Afonso Soares (Sakalo), Freiheitskämpfer (Medal 2018)[5]
- Cândido de Carvalho Soares (Maubere), osttimoresischer Unabhängigkeitsaktivist (Medal 2016)[6]
- Diogo Bonaparte Soares (Lorsan), Freiheitskämpfer, politischer und militärischer Assistent der Region III (Collar 2019, posthum)[13]
- Francisco Soares (Rai Lakan), Freiheitskämpfer (Medal 2018)[5]
- João Soares, portugiesischer Politiker (Collar 2015)[4]
- José da Costa Soares (Medal 2017)[67]
- Barak Sopé, Premierminister Vanuatus (Insígnia 2014)[7]
- Gregório de Sousa, Politiker und Diplomat (Medaille 2012)[20]
- José Alberto de Sousa, Beamter (Insígnia 2012)[20]
- Luís Manuel Barreira de Sousa, portugiesischer Diplomat (Insígnia 2012)[30]
- Marcelo Rebelo de Sousa (Grand Collar 2022)[35]

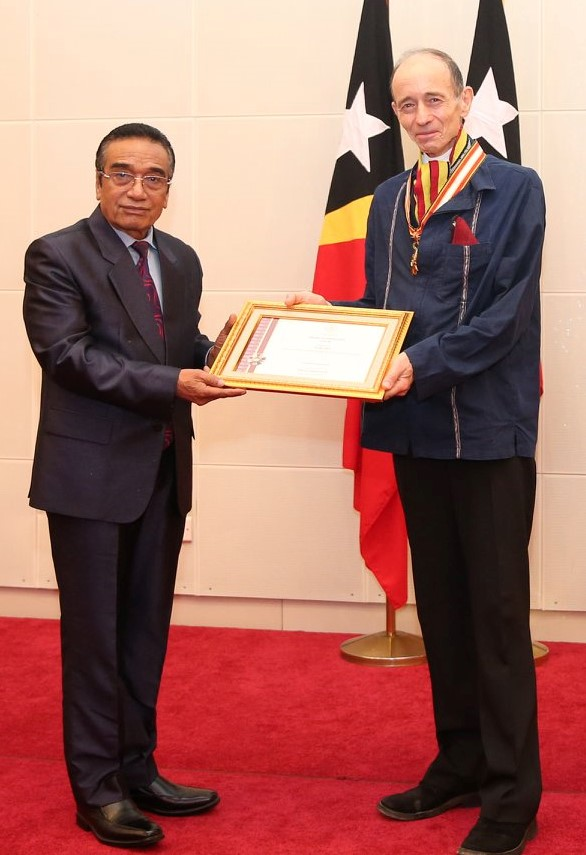
Max Stahl erhält von Francisco Guterres den Ordem de Timor-Leste

- Max Stahl, britischer Journalist und Fernsehmoderator (Insígnia 2009,[29] Collar 2019),[68]
- Sean Steele, irischer Journalist (Medal 2015)[45]
- Kirsty Sword Gusmão, australisch-osttimoresische Aktivistin (Medal 2015)[4]

### T
- Yumiko Takahashi, japanische Gründerin des Matsuba Fund für Mikrokredite (Medal 2015)[4]
- Taur Matan Ruak, Politiker (Collar 2009)[29], (Grand Collar 2017)[49]
- Fernando Teles (Txai), Freiheitskämpfer (Collar 2018, posthum)[24]
- Patricia Thatcher, australische Anthropologin (Insígnia 2014)[7]
- Adérito António Pinto Tilman (Insignia 2017), osttimoresischer Beamter und Jurist
- Manuel Tilman (Leça Rubi), Freiheitskämpfer (Medal 2018)[5]
- Timor Telecom, Telekommunikationsunternehmen (Insígnia 2012)[27]
- Roy Trivedy, United Nation Resident Coordinator (Medal 2022)[69]
- TSF Rádio Notícias (Medal 2015)[4]
- Michele Turner (Insígnia 2014, posthum)[7]

### U
- UN-Polizei der Integrierten Mission der Vereinten Nationen in Timor-Leste (UNMIT)[70]

### V
- Pedro Valador, portugiesischer Journalist (Medal)[42]
- Regierung Vanuatus (Collar 2019)[14]
- Francisco Maria de Vasconcelos osttimoresischer, zivile Stabschef des Präsidenten (2022)[34]
- Domingos Vaz (Likimau), Unabhängigkeitsaktivist (Medal 2015), in Vertretung aller Mitglieder ihrer Gruppe[3]
- José Vegar, portugiesischer Journalist (Insignia 2015)[4]
- Francesc Vendrell, UN-Mitarbeiter (Medal 2009/2019)[29][64]
- Vereinte Nationen (Grand Collr 2009)[29]
- Nitin Verna, Gründer des Augenprogramms Osttimors (Collar 2010)[65]
- Verteidigungskräfte Osttimors, Militär Osttimors (Collar 2012)[71]
- Armando Viegas (Atchatei), Freiheitskämpfer, Gefreiter (Medal 2019)[13]

### W
- Lech Wałęsa, polnischer Politiker (Collar 2010)[65]
- Pat Walsh, australischer Anwalt und Menschenrechtsaktivist (Insígnia 2009)[29]
- Andrew Waterhouse, australischer Aktivist, Techniker bei Radio Maubere (Insígnia 2014)[7]
- Martin Wesley-Smith, australischer Komponist (Insígnia 2014)[7]
- Peter Wesley-Smith, australischer Jurist (Insígnia 2014)[7]
- Robert Wesley-Smith, australischer Aktivist (Collar 2014)[7]
- Joko Widodo, indonesischer Politiker (Grand Collar 2016)[72]
- Joanna Wilson, britische Aktivistin (Medal 2019), siehe Sabotageakt bei der British Aerospace am 29. Januar 1996[14]

### X

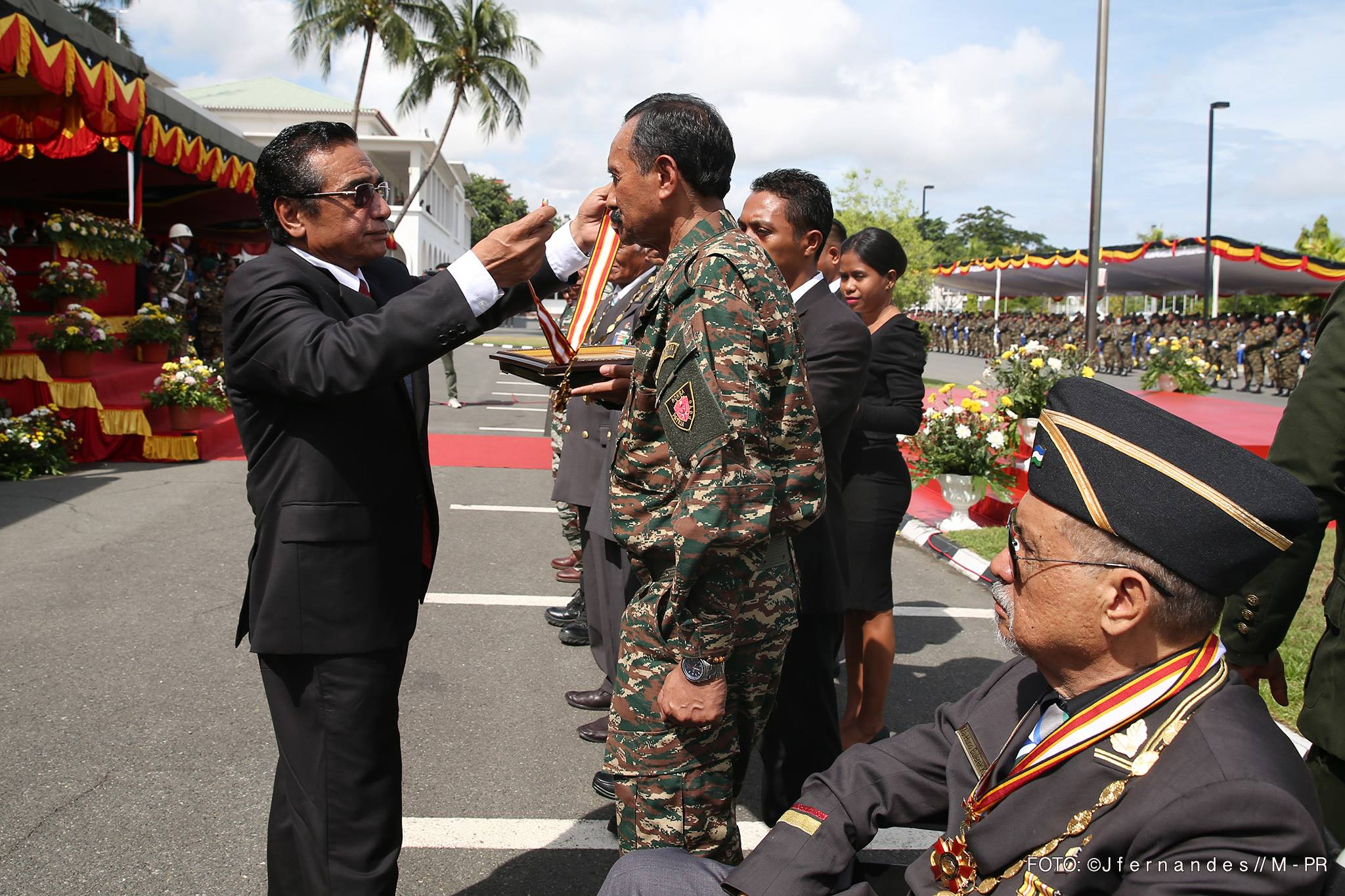
Cornélio Ximenes erhält den Ordem de Timor-Leste von Präsident Francisco Guterres (2018)

- Januário Xavier (Lekas), Freiheitskämpfer, erster Kommandant der 6. Kompanie in der Region Haksolok (Medal 2019, posthum)[13]
- Regina Xavier (Mahon), Freiheitskämpferin, politische und militärische  Assistentin in der Region Haksolok (Medal 2019, posthum)[13]
- Afonso Ximenes (Mali Buti), Freiheitskämpfer (Medal 2018)[5]
- Américo Ximenes (Sabika Bessi Kulit), Freiheitskämpfer[13]
- Caetano Lopes Ximenes (TG), osttimoresischer Unabhängigkeitsaktivist (Medal 2016)[6]
- Cesário Ximenes (Liter), Freiheitskämpfer, Sektionskommandant (Medal 2019, posthum)[13]
- Cláudio de Jesus Ximenes, Richter (Collar 2012)[15]
- Cornélio Ximenes (Maunana), General und Freiheitskämpfer (Collar 2018)[24]
- Cristina Borges da Costa Tilman Ximenes, osttimoresische Freiheitskämpferin (Medal 2016)[6]
- David Ximenes, osttimoresischer Politiker[11]
- Feliciano Ximenes (Maukai), osttimoresischer Unabhängigkeitsaktivist (Medal 2016)[6]
- João Ximenes, osttimoresischer Unabhängigkeitsaktivist (Medal 2016)[6]
- José António Ximenes, Unabhängigkeitsaktivist (Medal 2015), in Vertretung aller Mitglieder ihrer Gruppe[3]
- José da Costa Ximenes, Generalstaatsanwalt (Collar 2017)[16]

### Y
- Susilo Bambang Yudhoyono, indonesischer Präsident (Grand Collar 2012)[73]

### Z
- Angie Zelter, britische Aktivistin (Medal 2019), siehe Sabotageakt bei der British Aerospace am 29. Januar 1996[14]